# Das dicke Kind
Die Kurzgeschichte Das dicke Kind von Marie Luise Kaschnitz, die das erste Mal im Jahr 1952 veröffentlicht wurde, handelt von einer Frau, die sich zu ihrem Entsetzen im Körper eines dicken Kindes wiederfindet.

## Inhaltsangabe
Die Ich-Erzählerin berichtet, dass „das dicke Kind“ an einem Tag wie selbstverständlich durch die Haustür kommt und sich vor die Erzählerin stellt. Das etwa zwölfjährige Mädchen, das altmodische Kleidung trägt, steht im Raum ohne etwas zu sagen, doch dann stellt es sich als „die Dicke“ vor und antwortet auf Fragen mit „ja“, „nein“ und „ich weiß nicht“. Der Erzählerin wird mit der Zeit immer mehr klar, dass sie dieses Kind verabscheut. Sie will es rauswerfen, ihm nichts mehr geben, doch sie kann es nicht, da sie sich auf irgendeine Weise angezogen fühlt. Als das Kind isst, vergleicht sie es mit einer Raupe, die langsam, wie aus einem Zwang heraus frisst. Es sieht lächerlich aus, doch es darf trotzdem bleiben, obwohl sie sich aufregt, kalt zu dem Kind spricht.
Nach einer Zeit verabschiedet es sich, doch kaum ist es draußen, hat die Erzählerin den Drang hinterherzulaufen. Sie geht unbemerkt hinter dem Kind her. Auf dem Eis stellt sich das Kind ungeschickt an, es ähnelt einer Kröte. Die Erzählerin sieht aus einiger Entfernung zu. Sie hört jemanden rufen. Eine helle Gestalt ruft nach „der Dicken“. Es ist ihre Schwester. Dann bricht die Dicke nahe dem Ufer in das Eis ein, scheint es nicht zu schaffen herauszukommen, zeigt aber letztendlich Willen und Lebensmut und zieht sich heraus.

## Interpretationsansatz
Da die Geschichte als Ich-Erzählung geschrieben ist, kann der Leser viel über die Gedanken der Erzählerin erfahren, beziehungsweise deren Empfindungen, die sie gegen das dicke Kind hat. Da das Kind jedoch sie selbst darstellt, fällt sie ihr Urteil indirekt über sich selbst. Damit betrachtet sie sich selbst, in einer Art Spiegel, mit einer gewissen Distanz, wobei sie dabei aber selbst bewertet. Die Kurzgeschichte lässt zudem Parallelen zu Marie Luise Kaschnitz‘ Kindheit erkennen. Auch sie fühlte sich im Gegensatz zu ihren Schwestern als etwas Schlechteres. In der Kurzgeschichte erzählt sie einen Teil ihrer Kindheit. Sie beschreibt sich selbst als das kleine dicke Kind, das einer Raupe ähnelt und sie empfindet Ekel und Hass gegen sich selbst. Sie hatte als Kind keine eigene Meinung und stand im Schatten ihrer Schwestern. (Kaschnitz: „Ich tue mir leicht weh, und man tut mir leicht weh, die Geschwister, die Mutter, der Vater, der mich übersieht.“)
Die Tatsache, dass sie das dicke Kind erst so lange Zeit nicht erkannt hat, lässt vermuten, dass sie ihre Kindheit vergessen oder auch verdrängt hat. Das lässt darauf schließen, dass sie keine fröhliche Kindheit hatte, bis sie anfing zu kämpfen, denn als das Kind im Eis ums Überleben kämpfte, erkannte sie es.
Der Titel und die Rolle der Erzählerin spielen hierbei auch eine wichtige Rolle. Der Titel „Das dicke Kind“ lässt vermuten, dass sich diese Kurzgeschichte um dieses Kind handelt, doch da die Erzählerin aus der Ich-Perspektive erzählt und damit auch einiges über sich selbst preisgibt wird zunächst nicht klar, wer von beiden nun die Hauptperson ist. Die Erzählerin berichtet zunächst noch sehr objektiv, gibt nach einer Zeit aber immer mehr Wertungen über das Kind ab, welche die beiden verbinden und immer mehr einander näher bringen. Sie stehen sich schließlich so nahe, dass sie am Ende der Geschichte zu einer Person verschmelzen.

## Symbolik
Auffällig ist zunächst einmal die Tiersymbolik: Die Erzählerin vergleicht das Kind mit einer Raupe. Das assoziiert, dass das Kind sich in der Entwicklungsphase befindet. Das dicke Kind entwickelt sich wie bei einer Raupe, die sich zum Schmetterling entwickelt, ihre Persönlichkeit im wahren Sinne entfalten muss/kann. Die Raupe isst immer weiter, es scheint als handele sie aus einem Zwang heraus und schlinge alles, was sie bekommt, in sich hinein. Die Kröte stellt sich ungeschickt an, rutscht auf dem Boden herum und braucht ewig, um ihr Ziel zu erreichen.
Kurz darauf bricht das Kind in das Eis ein. Das ist der Moment, in dem sich alles ändert. Es bricht ein und aus seiner alten Rolle heraus. Das Kind muss nun kämpfen, um ans Ufer zu gelangen. Die Erzählerin glaubt nicht daran, dass es das Kind schafft, aber in dem Gesicht des Kindes kann man den Willen erkennen, mit dem Eis ist auch die Schale des Kindes gebrochen. Das Kind muss alleine herauskommen, es ist niemand da, der hilft oder der sagt, was es zu tun habe. Diese Ungeschicklichkeit ist weg, und obwohl die Finger bluten, zieht es sich hoch und kämpft weiter. Das ist der Moment, in dem die Erzählerin sich selbst in dem Kind wiederfindet und das ist wahrscheinlich auch der Moment, in dem sich das Leben der Erzählerin verändert hat, denn davor hat sie das Kind nicht erkannt. Erst als es kämpfte, wusste sie, wer es ist und ihr wurde wieder bewusst, was davor war, bevor sie angefangen hat zu kämpfen. Jetzt wird auch klar, was das Kind gemeint hat, als es davon sprach, dass es „im Wassermann“ geboren sei, denn es ist ein Januartag, an dem das Kind in das Eis einbricht. Das Kind ist sozusagen an diesem Tag das zweite Mal geboren und zwar im Sternzeichen „Wassermann“.
Eine weitere Auffälligkeit ist das Wetter: Es wird kalt und unangenehm. Man kann damit die Entwicklung verbinden, die für die Erzählerin unangenehm ist, da sie Vergangenes und Verdrängtes wieder aufrollt. Das Eis steht für das Verdrängte: Jedoch bringen Ereignisse oder Situationen (in diesem Falle der Traum, die Vision der Erzählerin) die alte, unangenehme Vergangenheit wieder zurück, denn das Eis bricht irgendwann und dann ist es jedem selbst überlassen, ob er sich retten kann oder in der Vergangenheit im wahren Sinne versinkt.